# 1994年アジア競技大会におけるソフトボール競技
1994年アジア競技大会におけるソフトボール競技は、1994年10月3日から10月7日まで日本の広島市で開催された。広島修道大学グラウンドが試合会場として使用された。

## 最終順位
| 順位 | チーム               | 試 | 勝 | 敗 |
| ---- | -------------------- | -- | -- | -- |
| 1    | 中国                 | 6  | 5  | 1  |
| 2    | 日本                 | 6  | 4  | 2  |
| 3    | チャイニーズタイペイ | 6  | 3  | 3  |
| 4位  | 韓国                 | 6  | 0  | 6  |